# Windberge
Windberge ist ein Ortsteil der gleichnamigen Ortschaft der Stadt Tangerhütte im Landkreis Stendal in Sachsen-Anhalt, (Deutschland).

## Geographie

### Lage
Windberge, ein Straßendorf mit Kirche, liegt 14 Kilometer südwestlich von Stendal am Rand der Colbitz-Letzlinger Heide im Süden der Altmark.
Durch die Gemarkung fließt der Lüderitzer Tanger, ein Elbe-Nebenfluss, der im Nachbarort Wittenmoor entspringt. Das Gebiet ist leicht hügelig, in Richtung Südwesten steigt das waldreiche Gelände auf 128 m ü. NN an (Breiter Berg in der Bauernheide). Nordwestlich des Dorfes liegt der Dellberg, ein Flächennaturdenkmal.
Nachbarorte sind Ottersburg im Westen, Wittenmoor im Nordwesten, Schleuß und Lüderitz im Südosten sowie Brunkau im Südwesten.

### Ortschaftsgliederung
Zur Ortschaft Windberge gehören die vier Ortsteile Windberge, Brunkau, Ottersburg und Schleuß.

## Geschichte

### Mittelalter bis Neuzeit
Windberge wird um das Jahr 1150 als wintberge in einer Besitzurkunde des St. Ludgerikloster Helmstedt erstmals erwähnt, eine andere Quelle nennt wintberge auch im Jahr 1160. 1238 wurde Wintberge aufgeführt, als Graf Siegfried von Osterburg Dörfer und Besitz in der Altmark, mit denen er vorher vom St. Ludgerikloster Helmstedt belehnt worden war, dem Abt Gerhard von Werden und Helmstedt überschrieb. Im Landbuch der Mark Brandenburg von 1375 heißt das Dorf Wintberghe. Weitere Nennungen sind 1687 Windberge und 1804 Dorf und Gut Windberge mit einem Rademacher.
Im Oktober 2010 feierte das Dorf sein 850-jähriges Bestehen mit einem großen Fest.

### Archäologie
Nordwestlich von Windberge befindet sich ein undatierter Grabhügel, der Todtenberg, auf dem im 19. Jahrhundert Urnen gefunden wurden. Auf dem benachbarten Döllberg soll eine Steinkammer gefunden worden sein. Auf dem Döllberg und im Dorf selbst wurden geschliffene Steinkeile gefunden. Auch in der Mitte des 20. Jahrhunderts wurde von Funden im Ort berichtet.

### Herkunft des Ortsnamens
Heinrich Sültmann meint, der Name 1160 windberge, wintberg, 1540 windberg, erklärt sich selbst vermutlich als „Bergungsort vor dem Wind“.

### Eingemeindungen
Ursprünglich gehörten Dorf und Gut Windberge zum Tangermündeschen Kreis der Mark Brandenburg in der Altmark. Von 1807 bis 1813 lagen sie im Kanton Lüderitz auf dem Territorium des napoleonischen Königreichs Westphalen. Nach weiteren Änderungen kamen Gut und Gemeinde 1816 zum Kreis Stendal, dem späteren Landkreis Stendal. Am 30. September 1928 wurde der Gutsbezirk Windberge mit der Landgemeinde Windberge vereinigt.
Am 20. Juli 1950 wurde die bis dahin eigenständige Gemeinde Schleuß nach Windberge eingemeindet.
Ab dem 25. Juli 1952 gehörte die Gemeinde Windberge zum Kreis Tangerhütte. Am 1. Januar 1974 ist dann die Gemeinde Ottersburg aus dem gleichen Kreis nach Windberge eingemeindet worden. Zuvor war am 14. September 1963 der Ortsteil Brunkau aus dem Kreis Stendal der Gemeinde Ottersburg zugeordnet worden. Die Gemeinde Windberge kam am 1. Januar 1988 wieder zum Kreis Stendal und schließlich ab 1. Juli 1994 wieder zum Landkreis Stendal.
In einem Gebietsänderungsvertrag zwischen der Stadt Tangerhütte und allen Mitgliedsgemeinden der Verwaltungsgemeinschaft Tangerhütte-Land wurde deren Eingemeindung nach Tangerhütte geregelt. Dem Vertrag stimmte der Gemeinderat Windberge am 10. Mai 2010 zu. Er wurde vom Landkreis als unterer Kommunalaufsichtsbehörde genehmigt und die Eingemeindung trat am 31. Mai 2010 in Kraft. So wurde aus der Gemeinde Windberge die Ortschaft Windberge mit den bisherigen Ortsteilen und dem Ortsteil Windberge der „Einheitsgemeinde Stadt Tangerhütte“.

### Einwohnerentwicklung

#### Dorf und Gut
| Jahr           | 1734 | 1772 | 1790 | 1798 | 1801 | 1818 | 1840 | 1864 | 1871 | 1885 | 1892 | 1895 | 1900 | 1905 |
| Dorf Windberge | 103  | 42   | 122  | 102  | 139  | 114  | 145  | 159  | 157  | 129  | 134  | 115  | 117  | 114  |
| Gut Windberge  |      |      |      | 018  |      |      |      |      | 012  | 09   |      | 08   |      | 013  |

#### Gemeinde
| Jahr | Einwohner |
| ---- | --------- |
| 1910 | [00]156   |
| 1925 | 141       |
| 1939 | 121       |
| 1946 | 227       |
| 1964 | 283       |
| 1971 | 240       |
| 1981 | 345       |
| 1985 | [00]313   |
| 1990 | [00]302   |

| Jahr | Einwohner |
| ---- | --------- |
| 1993 | 303       |
| 1995 | [00]304   |
| 1998 | [00]319   |
| 2000 | [00]317   |
| 2002 | [00]322   |
| 2004 | [00]316   |
| 2006 | [00]296   |
| 2008 | [00]301   |
| 2009 | [00]308   |

Quelle, wenn nicht angegeben, bis 1993:

#### Ortsteil
| Jahr | Einwohner |
| ---- | --------- |
| 2013 | [00]90    |
| 2014 | [00]91    |
| 2018 | [00]91    |
| 2019 | [00]84    |
| 2020 | [00]89    |
| 2021 | [00]88    |
| 2022 | [0]87     |
| 2023 | [0]87     |

## Religion
- Die evangelische Kirchengemeinde Windberge, die früher zur Pfarrei Lüderitz gehörte,[25] wird heute betreut vom Pfarrbereich Lüderitz im Kirchenkreis Stendal im Bischofssprengel Magdeburg der Evangelischen Kirche in Mitteldeutschland.[26] Die ältesten überlieferten Kirchenbücher für Windberge stammen aus dem Jahre 1775.[27]
- Die katholischen Christen gehören zur Pfarrei St. Anna in Stendal im Dekanat Stendal im Bistum Magdeburg.[28]

## Politik

### Ortsbürgermeister
Kay Sturm ist Ortsbürgermeister der Ortschaft Windberge.
Letzter Bürgermeister der Gemeinde Windberge war Hartmut Valentin.

### Ortschaftsrat
Bei der Ortschaftsratswahl am 9. Juni 2024 stellte sich die „Freie Wählergemeinschaft Windberge“ zur Wahl. Sie gewann alle 5 Sitze.
Gewählt wurden eine Frau und 4 Männer. Von 201 Wahlberechtigten hatten 147 ihre Stimme abgegeben, die Wahlbeteiligung betrug damit 73,13 Prozent.

### Wappen
Das Wappen wurde am 21. Mai 2010 durch den Landkreis genehmigt.
Blasonierung: „In Rot wie eine leicht erniedrigte Deichsel ein Zusammenfluss zweier Ströme, die beiden oberen, sich zum Schildrand hin verjüngenden gewellten Ströme zweifach blausilbern gebändert, der schildgrundwärts fließende silbern bordierte blaue Strom ebenfalls gewellt, im Winkel der oberen Ströme eine durchgehende schwarz gefugte silberne Mauer mit vier Zinnen, der Zusammenfluss im unteren Teil begleitet vorn von einem gesenkten goldenen Sensenblatt und hinten einem goldenen Eichenblatt.“
Die Farben des Ortes sind – abgeleitet vom Hauptwappenmotiv (Mauer) und der Schildfarbe – Weiß und Rot.
In Windberge existierte bereits ein Wappenvorläufer, der im Zuge der Dorferneuerung 1996 aus der Gemeinde heraus entwickelt wurde und nicht genehmigt ist. Aus heraldischer Sicht ist diese eigene Kreation nicht genehmigungsfähig, aber die Grundideen wurden größtenteils genutzt und übernommen.
Windberge liegt in der Altmark. Diese ist neben der Mittelmark und der Neumark eine der Stammlande der Mark Brandenburg. Das Wappen von Brandenburg zeigt in Silber den roten märkischen Adler und die Farben des Landes sind Rot – Silber. Aus diesem Grunde wurde die Schildfarbe Rot gewählt und die Burg silbern tingiert.
Die beiden blau-silbernen Wellenbalken, die vom Schildrand zur Mitte zusammenfließen und zum Schildfuß als breiterer Wellenbalken abfließen, symbolisieren die vielen Tangerquellen und geben die geografische Gegebenheit wieder, dass sich diese hier zum Flüsschen Tanger vereinigen.
Das goldene Sensenblatt steht symbolisch für die Landwirtschaft, die historisch gesehen die Haupterwerbsquelle der hier lebenden Bevölkerung war. Auch heute noch ist der Ort landwirtschaftlich geprägt.
Das goldene Eichenblatt geht auf die großen Waldbestände der Gemarkung ein. Diese ziehen sich weit in das Gebiet der Colbitz-Letzlinger Heide hinein. Außerdem versinnbildlicht das Blatt die naturnahe Umgebung des Dorfes.
Die silberne gezinnte Mauer, die aus dem Zusammenfluss der Quellen hervorwächst, steht für die Ottersburg. Dies ist eine ehemalige Niederungsburg in der Tangerlandschaft genau am Zusammenfluss der Quellbäche. Von dieser Burg ist heute nur noch der ehemalige Burghügel, von den Einheimischen auch Schlossberg genannt, zu sehen. Dort fanden 2007 archäologische Ausgrabungen statt. Die vier Zinnen der Mauer stehen als Zahlensymbolik für die vier Ortsteile Brunkau, Ottersburg, Schleuß und Windberge.
Das Wappen wurde vom Hundisburger Thomas Rystau gestaltet.

### Flagge
Die Ortsteilflagge ist rot - weiß - rot (1:4:1) gestreift (Querformat: Streifen waagerecht verlaufend, Längsformat: Streifen senkrecht verlaufend) und mittig mit dem Gemeindewappen belegt.

## Kultur und Sehenswürdigkeiten
- Die evangelische Dorfkirche Windberge, ein Feldsteinbau aus der Mitte des 13. Jahrhunderts, trägt einen Fachwerkturm aus dem 18. Jahrhundert.[33]
- Die Kirche steht auf dem Ortsfriedhof.
- In Windberge steht ein Denkmal für die Gefallenen des Ersten Weltkrieges, ein aufgerichteter Findling auf einem stufenförmigen Podest mit einer Metall-Namenstafel, gekrönt von einem Adler.[34]

## Wirtschaft und Infrastruktur
Es verkehren Linienbusse und Rufbusse der Regionalverkehrsbetriebe Westsachsen (RVW) unter dem Markennamen stendalbus.

## Aberglaube
Früher wurden die Kinder in Windberge vor dem Niedertreten des Kornes mit den Worten gewarnt: „Geht nicht in den Roggen, sonst hält die Roggenmuhme euch fest und zieht euch rein!“